# Estudo acompanhado
Estudo acompanhado foi uma área curricular não disciplinar, existente no sistema educativo português, desde o 2.º ciclo. Tinha como objectivo principal desenvolver nos alunos a capacidade de se organizarem no estudo diário.

## História
Visou-se com sua criação (em 2001) proporcionar aos alunos portugueses ferramentas que os permitam organizar os seus materiais, se preparem para os testes das várias disciplinas e, por consequência, melhorem no aproveitamento escolar.
O último ano lectivo que foi leccionada foi 2010/2011. Uma das primeiras medidas do ministro da educação Nuno Crato, foi terminar com esta área curricular não disciplinar.

## Funcionamento
No 2º ciclo, esta área era leccionada por dois professores, um da área de ciências e matemática,  e um da área das línguas e estudos sociais. No 3º ciclo nos primeiros anos eram dois professores, passando mais tarde para apenas um.
A avaliação desta área curricular era qualitativa, com menções de Não satisfaz, Satisfaz ou Satisfaz bem.